# William O. Bradley
William O. Bradley (Garrard megye, 1847. március 18. – Washington, 1914. május 23.) az Amerikai Egyesült Államok szenátora (Kentucky, 1909–1914).